# ギャリー・ジョン・ホワイト
ギャリー・ジョン・ホワイト（英語: Gary John White, 1974年7月22日 - ）は、イングランド・サウサンプトン出身の元サッカー選手、サッカー指導者。

## 来歴
ボグノア・レギス・タウンFC（イングランド）およびフリーマントル・シティSC（オーストラリア）の2チームでミッドフィールダーとしてプレーしてリーグ戦で22得点を挙げた。フリーマントルでは現役を続けながら1994年から指導者としてキャリアを開始する。1996年からメジャーリーグサッカーのアカデミーディレクターを務めた。
イギリス領ヴァージン諸島代表の監督を経て、2000年からバハマ代表の監督を2007年まで務めた。バハマ代表の監督を退任後は2008年から2011年までシアトル・サウンダーズFCのテクニカルディレクターを務め、退任後はグアム代表の監督などを務めた。
2018年12月、東京ヴェルディの監督に就任すると発表された。2019年7月、退任が発表された。
2019年8月20日、中国サッカー・甲級リーグの南通支雲足球倶楽部の監督に就任した。

## 指導歴
- 1994年 - 1996年  フリーマントル・シティSC（英語版）アカデミー 監督[1]
- 1996年 - 1998年  メジャーリーグサッカー アカデミーディレクター[1]
- 1999年 - 2000年  イギリス領ヴァージン諸島代表 監督[1]
- 2000年 - 2007年  バハマ代表 監督[1]
- 2008年 - 2011年  シアトル・サウンダーズFC テクニカルディレクター[1]
- 2012年 - 2016年  グアム代表 監督[1]
- 2016年6月 - 12月  上海申鑫 監督[1]
- 2017年9月 - 2018年9月   チャイニーズタイペイ代表 監督[1]
- 2018年9月 - 12月  香港代表 監督[1]
- 2019年 - 同年7月  東京ヴェルディ 監督[1]
- 2019年8月 -  南通支雲 監督

## 資格
- UEFAプロライセンス（英語版）[1]